# 28769 Elisabethadams
28769 Elisabethadams è un asteroide della fascia principale. Scoperto nel 2000, presenta un'orbita caratterizzata da un semiasse maggiore pari a 2,394075 UA e da un'eccentricità di 0,109133, inclinata di 3,243224° rispetto all'eclittica. Ha un diametro di 3,017 km e un periodo di rotazione di 3,759 ore.